# CD34-Anreicherung
CD34-Anreicherung (auch: Stammzellanreicherung) ist ein Verfahren zur Isolierung der Blutstammzellen aus Knochenmark oder Leukapheresepräparaten, um diese selektiv transplantieren zu können (Stammzelltransplantation). Die Blutstammzellen werden dabei durch das CD34 (oder auch durch das CD133) Antigen erkannt und von den anderen Knochenmark- oder Blutzellen getrennt.

## Verfahren
In Europa hat sich als Standardverfahren das CliniMACS System von Miltenyi Biotec durchgesetzt. Dabei werden Antikörper gegen das CD34-Antigen, die mit Magnetpartikeln gekoppelt sind, mit den Stammzellen vermischt. Diese binden spezifisch an das CD34-Antigen und die Stammzellen werden in einem Magnetfeld von den übrigen Blut- oder Knochenmarkzellen getrennt. Durch mehrere hintereinander geschaltete Isolierungs- und Waschschritte wird eine sehr hohe Reinheit der CD34+ Stammzellen erreicht.
Daneben wird auch noch das Isolex-Verfahren von Baxter durchgeführt, das technisch ähnlich funktioniert.

## Bedeutung
Die Stammzellanreicherung kann bei der autologen Stammzelltransplantation angewendet werden, um restliche Tumorzellen aus dem Transplantat zu entfernen. Bei der allogenen Stammzelltransplantation kann es das Auftreten einer GvH Reaktion verhindern und ermöglicht durch die indirekte T-Zelldepletion eine Transplantation vom HLA-nicht identischen Spender.
Ein Nachteil der Aufreinigung über das CD34-Antigen ist die dadurch erfolgende Aktivierung und damit beginnende Ausdifferenzierung der Zellen.

## Geschichte
Bald nach Entdeckung des CD34-Antigens als Marker für hämatopoetische Stammzellen wurden Verfahren für deren Isolierung entwickelt. Eines der ersten Verfahren war das „panning“ bei dem ein mit CD34-Antikörper beschichtete Zellkulturflasche verwendet wurde. Die Knochenmarkzellen wurden in die Flasche gegeben und die Zellen für 30 min inkubiert. Dabei banden die Stammzellen an die beschichteten Wände. Die nichtgebundenen Zellen wurden vorsichtig ausgewaschen, die gebundenen Stammzellen danach durch Klopfen von der Flasche gelöst.
Eine weltweite Verbreitung erlangte das Cellpro System, bei dem die Knochenmarkzellen durch eine Säule mit Gelmatrix geleitet wurden, an die CD34 Antikörper gebunden waren. Die Stammzellen wurden in der Säule festgehalten und konnten anschließend durch Rühren wieder gewonnen werden.
Abgelöst wurde das Cellpro-Verfahren durch das in den USA entwickelte Isolex-Verfahren (Baxter) und das in Deutschland entwickelte CliniMACS-Verfahren (Miltenyi Biotec) die beide noch im Einsatz sind.